# Team A 5th Stage“恋爱禁止条例”
Team A 5th Stage「恋愛禁止条例」（日语：チームA 5th Stage「恋愛禁止条例」）是日本女子偶像團體AKB48的劇場公演曲目之一，是第一個分隊Team A的第5台公演曲目。
本條目也记述了AKB48研究生公演的相关事项及之后其他团体上演这一场公演的情况，同时也包括了本次公演发行的CD、DVD及microSD的情况。

## 概要
「恋愛禁止条例」是AKB48 Team A时隔约1年半的新公演，也是當時AKB48的剧场公演中历时最长的。由2010年4月17日起，此公演曲目也用在Team 研究生的公演中。
2010年5月27日，「恋愛禁止条例」迎来千秋乐公演，并披露了由成员内部问卷决定的惊喜安可曲——《裙襬飘飘》（スカート、ひらり）和《樱花的花瓣們》（桜の花びらたち）。当天剧场的当选倍率达到约128倍，为当时AKB48公演史上最高倍率。

## 公演内容

### 曲目
1. 《overture》
（作曲、编曲：尾澤拓实（日语：尾澤拓実）　歌：TAZ）
2. 《永恒之光》（長い光）
（作词：秋元康　作曲、编曲：井上义正（日语：井上ヨシマサ））
3. 《暴风骤雨之间》（スコールの間に）
（作词：秋元康　作曲：BOUNCEBACK（日语：BOUNCEBACK）　编曲：市川裕一）
4. 《女高中生睡美人》（JK眠り姫）
（作词：秋元康　作曲、编曲：井上义正）
5. 《每当遇到你 恋爱便开始》（君に会うたび 恋をする）
（作词：秋元康　作曲：Gajin（日语：Gajin）　编曲：関淳二郎）
6. 《黑色天使》（黒い天使）
（作词：秋元康　作曲：宮島律子　编曲：市川裕一）
7. 《心型病毒》（ハート型ウイルス）
（作词：秋元康　作曲、编曲：井上义正）
8. 《恋愛禁止条例》（恋愛禁止条例）
（作词：秋元康　作曲：春行　编曲：武藤星児）
9. 《傲娇女生》（ツンデレ!）
（作词：秋元康　作曲、编曲：井上义正）
10. 《盛夏的圣诞玫瑰》（真夏のクリスマスローズ）
（作词：秋元康　作曲：成瀬英樹　编曲：影家淳）
11. 《Switch》
（作词：秋元康　作曲、编曲：井上义正）
12. 《109》（マルキュー）
（作词：秋元康　作曲：伊藤心太郎　编曲：野中MASA雄一（日语：野中"まさ"雄一））
13. 《机尾云》（ひこうき雲）
（作词：秋元康　作曲：成瀬英樹　编曲：野中MASA雄一）
14. 《那时的运动鞋》（あの頃のスニーカー）
（作词：秋元康　作曲：五戸力　编曲：）

#### 安可曲
1. 《AKB参上!》
（作词：秋元康　作曲：山崎燿　编曲：Funta（日语：Funta））
2. 《泪之深呼吸》（ナミダの深呼吸）
（作词：秋元康　作曲：横健介　编曲：武藤星児）
3. 《大声钻石》（大声ダイヤモンド）
（作词：秋元康　作曲、编曲：井上义正）

### 演出
- 《永恒之光》以独唱开始。
- 《暴风骤雨之间》之后，有5位研究生的舞蹈部分。
- 《盛夏的圣诞玫瑰》中有6位研究生伴舞。（Team研究生公演中沒有伴舞）
- 《机尾云》的副歌部分，成员们会摇动手绢。
- 《AKB参上!》中，成员右腕上会装上灯，结束时会显出「48」的字樣。

## AKB48 Team A 5th Stage「恋愛禁止条例」公演
- 公演期間：2008年10月19日－2010年5月27日
- 出演成员
  - 板野友美、大岛麻衣、川崎希、北原里英、小嶋阳菜、佐藤亚美菜、佐藤由加理、篠田麻里子、高城亚树、高桥南（高橋みなみ）、中田千智（中田ちさと）、藤江丽奈（藤江れいな）、前田敦子、峯岸南（峯岸みなみ）、宮崎美穗以及支援成员

※中田和高城分別在公演首日和2008年12月29日由研究生升格。川崎于2009年2月27日毕业。大岛于2009年3月27日的公演後毕业。
- 《永恒之光》的独唱部分由高桥（高桥缺席时是宫崎）担任。
- 分组曲担当
  - 黑色天使（前田、高城、藤江）
  - 心型病毒（小嶋、大岛、川崎）
    - 大岛、川崎毕业后，由研究生佐藤堇（佐藤すみれ）、松井咲子等人負責。

  - 恋愛禁止条例（高桥、峯岸、宫崎）
  - 傲娇女生（板野、北原、佐藤亞）
  - 盛夏的圣诞玫瑰（篠田、佐藤由、中田、研究生）
    - 研究生角色由小原春香、村中聰美、野中美乡等人負責。

## AKB48 Team 研究生 「恋愛禁止条例」公演
- 公演期間：2010年4月17日－2010年6月18日
- 出演成员
  - 石黑貴己、（植木あさ香）、大場美奈、絹本桃子、佐野友里子、島崎遥香、島田晴香、高松恵理、竹内美宥、永尾玛利亚（永尾まりや）、中村麻里子、藤本紗羅、森杏奈、山内鈴蘭、横山由依、支援成员

※石黒、絹本、藤本三人在2010年6月20日毕业。高松在2010年6月20日辞退。
- 《永恒之光》的独唱部分主要由横山担任。
- 分组曲担当
  - 黑色天使（竹内、藤本、石黑）
  - 心型病毒（島田、高松、植木）
  - 恋愛禁止条例（（支援成员）、中村、橫山）
  - 傲娇女生（島崎、山内、絹本）
  - 盛夏的圣诞玫瑰（大場、森、永尾、佐野）
    - 支援成员基本由野中美乡负责担任。

## JKT48 Team J 1st Stage「恋愛禁止条例」公演
印度尼西亚语的公演名称是「Aturan Anti Cinta」
- 公演期間：2012年12月26日 - 2013年12月28日
- 出演成员（初日演出）
  - Aki Takajo, Ayana Shahab, Beby Chaesara Anadila, Cindy Gulla, Delima Rizky, Devi Kinal Putri, Diasta Priswarini, Frieska Anastasia Laksani, Gabriela Margareth Warouw, Ghaida Farisya, Haruka Nakagawa, Jessica Vania, Jessica Veranda Tanumihardja, Melody Nurramdhani Laksani, Nabilah Ratna Ayu Azalia, Rena Nozawa, Rezky Wiranti Dhike, Rica Leyona, Sendy Ariani, Shania Junianatha, Sonia Natalia, Sonya Pandarmawan, Stella Cornelia

※由于Team J有超过16名成员，每次公演中有部分成员无法登场。除了上述成员，也有6名2期生作为伴舞登场。
- 所有歌曲的歌詞都是印尼語，標題是「Renai Kinshi Jourei」等以羅馬字表記的日語。
- 《AKB参上!》変更为《JKT参上!》
- 《永恒之光》的独唱部分在初日时由Aki Takajo担任。
- 分组曲担当
  - 黑色天使（Melody, Jeje, Gaby）
  - 心型病毒（Ayana, Haruka, Rena）
  - 恋愛禁止条例（Beby, Takajo, Ve）
  - 傲娇女生（Sendy, Nabilah, Cindy）
  - 盛夏的圣诞玫瑰（Shania, Kinal, Ghaida, Dhike）

## SNH48 Team SII 2nd Stage「永恒之光」公演
- 公演期間：2013年12月27日[3]－2014年5月16日
- 出演成员
  - 陳觀慧、陳思、戴萌、蔣芸、孔肖吟、李宇琪、莫寒、錢蓓婷、邱欣怡、孫芮、溫晶婕、吳哲晗、徐晨辰、許佳琪、徐子軒、趙嘉敏

※以上16人是初次表演的阵容，其他成员也会交替出演。除了上述成员，也有5名Team NII成员作为伴舞登场。
- 分组曲担当
  - 黑天使（孔肖吟、陳觀慧、徐晨辰）
  - 心型病毒（溫晶婕、許佳琪、張語格（徐子軒））
  - 恋愛禁止条例（李宇琪、趙嘉敏、莫寒）
  - 傲娇女生（邱欣怡、陳思、戴萌）
  - 盛夏的圣诞玫瑰（吳哲晗、蔣芸、孫芮、錢蓓婷）
- 《AKB参上!》変更为《SNH参上》
- 《永恒之光》的独唱部分在初日时由莫寒担任。
- 与原版公演稍有不同，SNH48采用了公演的第一首歌作为公演名称。

## AKB48 Team A 5th Stage「戀愛禁止條例」復活公演
- 公演期間：2014年4月24日[4] - 2015年8月23日[5]
- 出演成员
市川愛美、入山杏奈、岩田華怜、片山陽加、川荣李奈、小嶋菜月、小嶋陽菜、島崎遥香、高橋南、田北香世子、達家真姫宝、中田千智、中西智代梨、中村麻里子、西山怜那、藤田奈那、古畑奈和、前田亚美、松井咲子、宮脇咲良、武藤十夢、森川彩香、矢倉楓子
- 《永恒之光》的独唱部分由高桥南担任。高橋南休演时则由片山阳加、武藤十梦、饭野雅担任。
- 分组曲担当（◎代表center） （各曲各位置出演的成员有多种选择）

| 分組曲         | 公演初日演唱成員 | 代役之表演者         |
| -------------- | ---------------- | -------------------- |
| 黒色天使       | 小嶋菜月         | 田北香世子           |
| 黒色天使       | ◎小嶋陽菜        | 小嶋菜月             |
| 黒色天使       | 藤田奈那         |                      |
| 心型病毒       | 宮脇咲良         | 中田千智、達家真姫宝 |
| 心型病毒       | ◎島崎遥香        | 達家真姫宝           |
| 心型病毒       | 矢倉楓子         | 森川彩香             |
| 恋愛禁止条例   | 岩田華怜         |                      |
| 恋愛禁止条例   | ◎川荣李奈        | 武藤十夢             |
| 恋愛禁止条例   | 武藤十夢         | 市川愛美             |
| 傲娇女生       | 達家真姫宝       | 西山怜奈             |
| 傲娇女生       | 中西智代梨       | 片山陽加             |
| 傲娇女生       | ◎高橋南          | 片山陽加             |
| 盛夏的圣诞玫瑰 | 入山杏奈         |                      |
| 盛夏的圣诞玫瑰 | 中村麻里子       |                      |
| 盛夏的圣诞玫瑰 | 古畑奈和         | 前田亚美             |
| 盛夏的圣诞玫瑰 | 松井咲子         | 市川愛美             |

## AKB48 Team SH 2nd Stage「戀愛禁止條例」公演
公演曲目
1. 永恆的光芒
2. 驟雨之間
3. JK睡美人
4. 與你邂逅的愛戀
5. 黑天使
6. 心型病毒
7. 戀愛禁止條例
8. 傲嬌！
9. 綻放盛夏Christmas rose
10. Switch
11. 109
12. 機尾雲
13. 昔日的運動鞋

安可曲目
1. TSH參上！
2. 眼淚的深呼吸
3. 千秋令／RIVER／大聲鑽石／馬尾與髮圈

公演資料
- 公演期間：2021年8月1日[6]－
- 公演地點：萬代南夢宮夢想劇場[6]、上海长江剧场[7]
- 出演成員：
  - 常規16人演出：
    - 正式成員：桂楚楚、漸薔薇、孔珂昕、劉念、毛唯嘉、邱笛爾、沈瑩、施藹倍、施可妍、吳安琪、葉知恩、曾鷥淳、張倩霏、朱苓、周念琪、鄒若男

  - 初日成員：
    - 正式成員：劉念、毛唯嘉、施可妍、葉知恩、朱苓（一期生）、桂楚楚、胡馨尹、漸薔薇、孔珂昕、施藹倍、曾鷥淳、張倩霏、鄒若男（二期生）
    - 研修生：周念琪（一期生）、邱笛爾、謝雯婕（三期生）

※上述研修生均在2021年11月20日升格為正式成員。
  - 參與成員
    - 一期生：劉念、毛唯嘉、沈莹、施可妍、宋欣然、魏新、吴安琪、叶知恩、周念琪、朱苓
    - 二期生：龚露雯、桂楚楚、胡馨尹、渐蔷薇、孔珂昕、梁時安、譚珺兮、施譪倍、曾鷥淳、張倩霏、鄒若男、
    - 三期生：邱笛爾、王安妮、謝雯婕
    - 四期生：王曉陽、吳凡、朱景晨

- 分組曲擔當（粗體字為中心成員）

| 分組曲                     | 參與成員                                                               | 備註                 |
| -------------------------- | ---------------------------------------------------------------------- | -------------------- |
| 《黑天使》                 | 劉念（譚珺兮／桂楚楚）、張倩霏（沈瑩／朱景晨）、漸薔薇（魏新／叶知恩） |                      |
| 《心型病毒》               | 曾鷥淳、葉知恩、桂楚楚（謝雯婕）                                       | 口白部分由葉知恩擔任 |
| 《戀愛禁止條例》           | 毛唯嘉（王曉陽）、周念琪、邱笛爾                                       |                      |
| 《傲嬌！》                 | 沈瑩（施可妍）、施可妍（謝雯婕）、施藹倍（龔露雯／梁時安）             |                      |
| 《綻放盛夏Christmas rose》 | 朱苓（魏新／王安妮）、鄒若男、孔珂昕、吳安琪（胡馨尹／宋欣然／吳凡）   |                      |

備註
- 《永恆的光芒》的独唱部分由毛唯嘉担任。
- 2022年4月1日发行的组合第7張EP《大聲鑽石》收錄了《昔日的運動鞋》首演版。

## 錄音室收錄CD
由公演成員收錄的公演曲。

### Team A 5th Stage「恋愛禁止条例」（CD）
- 收錄成員
  - 板野友美、大岛麻衣、川崎希、北原里英、小嶋阳菜、佐藤亚美菜、佐藤由加理、篠田麻里子、高城亚树、高桥南、中田千智、藤江丽奈、前田敦子、峯岸南、宫崎美穗、小原春香（当時研究生）
- 收錄曲
  1. overture
  2. 永恒之光
  3. 暴风骤雨之间
  4. 女高中生睡美人
  5. 每当遇到你 恋爱便开始
  6. 黑色天使（歌：高城、藤江、前田）
  7. 心型病毒（歌：大島、川崎、小嶋）
  8. 恋愛禁止条例（歌：高橋、峯岸、宮崎）
  9. 傲娇女生（歌：板野、北原、佐藤亞）
  10. 盛夏的圣诞玫瑰（歌：佐藤由、篠田、中田、小原）
  11. Switch
  12. 109
  13. 机尾云
  14. 那时的运动鞋
  15. AKB参上!
  16. 泪之深呼吸
  17. 大声钻石

## 劇場公演DVD、microSD

### Team A 5th Stage「恋愛禁止条例」（DVD、microSD）
- 收錄成員
  - 板野友美、大岛麻衣、川崎希、北原里英、小嶋阳菜、佐藤亚美菜、佐藤由加理、篠田麻里子、高城亚树、高桥南、中田千智、藤江丽奈、前田敦子、峯岸南、宫崎美穗、小原春香（当時研究生）
- 收錄曲
  1. overture
  2. 永恒之光
  3. 暴风骤雨之间
  4. 女高中生睡美人
  5. 每当遇到你 恋爱便开始
  6. 黑色天使（歌：高城、藤江、前田）
  7. 心型病毒（歌：大島、川崎、小嶋）
  8. 恋愛禁止条例（歌：高橋、峯岸、宮崎）
  9. 傲娇女生（歌：板野、北原、佐藤亞）
  10. 盛夏的圣诞玫瑰（歌：佐藤由、篠田、中田、小原）
  11. Switch
  12. 109
  13. 机尾云
  14. 那时的运动鞋
  15. AKB参上!
  16. 泪之深呼吸
  17. 大声钻石

## 腳註
1. ↑  這個記錄後來被由2010年3月12日開始的TeamK 6th Stage「RESET」刷新。
2. ↑  截止2015年12月现在，AKB48剧场内抽选倍率最高的公演是2012年8月27日的“前田敦子卒業公演”，倍率为916.36倍。
3. ↑  . SNH48. 2013-12-10  [2013-12-10]. （原始内容存档于2013-12-13）.
4. ↑  . AKB48 官方博客. 2014-04-19  [2014-04-20]. （原始内容存档于2014-08-01） （日语）.
5. ↑  . AKB48 官方博客. 2015-08-01  [2015-08-03]. （原始内容存档于2015-08-04） （日语）.
6. 1 2  . 上观新闻. 2021-08-01  [2021-08-05]. （原始内容存档于2022-04-14） （中文）.
7. ↑  . AKB48 Team SH官方微博. 2021-08-09  [2021-08-10]. （原始内容存档于2021-08-10）.